# فرودگاه نیروی هوایی سلطنتی دیگبی
فرودگاه نیروی هوایی سلطنتی دیگبی (به انگلیسی: RAF Digby) یک فرودگاه نظامی جنگی است که یک باند فرود چمن دارد و طول باند آن ۱۸۰۰ متر است. این فرودگاه در کشور انگلستان قرار دارد و در ارتفاع ۶۱ متری از سطح دریا واقع شده است.